# Magnus Uggla
Magnus Uggla (Stockholm, 1954. június 18. –) svéd énekes, zeneszerző és színész. Nemes svéd családból származik, többek közt I. Gusztáv és III. János svéd királyok leszármazottja.

## Zenei karrierje
Első zenekarát, a Black Sabbath-ihlette JUSO hard rock együttest 1968-ban alapította, de sikertelen volt, és pár év után feloszlottak. 1975-ben kiadta első szólólemezét, a glam- és art rock ihletésű Om Bobbo Viking (Bobbo Vikingről) albumát, de csak pár száz darab kelt el. Az áttörést az 1977-es Va ska man ta livet av sig för när man ändå inte får höra snacket efteråt (Minek pusztulj el, ha utána nem hallhatod, mit mondanak) punk rock stílusú nagylemez hozta meg. A lemez rendkívül népszerű volt a svéd fiatalok körében, és 150000 darab fogyott belőle. Ugglát az első svéd punk rock zenészként tartják számon.
Az 1980-as évektől kezdődően stílusa a popzene lett. 1983-as Välkommen till folkhemmet (Üdv a jóléti államban) albuma szatirikus dalszövegeket tartalmaz; a szatíra máig is fémjelzi műveit. 2000-től egy rockosabb hangzás felé mozdult el. 2012-es Jag och min far (Én és az apám) száma három évet töltött a svéd toplistán.

## Filmszínészi karrierje
Az 1970-es évek közepén Calle Flygare színészképzőjébe, a Flygare teaterskola-ba járt, de kicsapták, mert ittasan és késve érkezett egy próbára. Ennek ellenére később több filmben, tévésorozatban és rádiójátékban is szerepelt.

## Stúdióalbumai
- 1975 Om Bobbo Viking
- 1976 Livets teater
- 1977 Va ska man ta livet av sig för när man ändå inte får höra snacket efteråt
- 1978 Vittring
- 1980 Den ljusnande framtid är vår
- 1983 Välkommen till folkhemmet
- 1986 Den döende dandyn
- 1987 Allting som ni gör kan jag göra bättre
- 1989 35-åringen
- 1993 Alla får påsar
- 1997 Karaoke
- 2000 Där jag är e're alltid bäst
- 2004 Den tatuerade generationen
- 2006 Ett bedårande barn av sin tid
- 2007 Pärlor åt svinen
- 2010 Karl Gerhard passerar i revy
- 2011 Innan filmen tagit slut